# From Gagarin's Point of View
From Gagarin’s Point of View är ett musikalbum från 1999 av jazzgruppen Esbjörn Svensson Trio. Skivan rankades av Sonic Magazine i juni 2013 som det 94:e bästa svenska albumet någonsin. I musikmagasinet Lira rankades skivan på 4:e plats på listan över 100 skivor som format den svenska jazzen.

## Låtlista
All musik är skriven av e.s.t.
1. Dating – 5'32
2. Picnic – 5'01
3. The Chapel – 4'15
4. Dodge the Dodo – 5'25
5. From Gagarin's Point of View – 4'03
6. The Return of Mohammed – 6'30
7. Cornette – 4'16
8. In the Face of Day – 6'54
9. Subway – 3'31
10. Definition of a Dog – 6'07
11. Southwest Loner – 4'31

## Medverkande
- Esbjörn Svensson – piano, keyboards, slagverk
- Dan Berglund – bas, slagverk
- Magnus Öström – trummor, slagverk

## Listplaceringar
| Lista (1999) | Topplacering |
| ------------ | ------------ |
| Sverige      | 24           |